# Aleksander Tyszyński
 (avril 2014).
Aleksander Tyszyński armoiries Gozdawa, né en 1811 à Saint-Pétersburg et mort en 1880 à Miassota, était un critique littéraire, philosophe et écrivain polonais.

## Vie et carrière
Il est cofondateur de la revue scientifique et littéraire "Bibliothèque de Varsovie" en 1841 (qui existera jusqu'en 1914). De 1866 à 1869 il est professeur de littérature polonaise à la L'Ecole Principale de Varsovie. À partir de 1873, il est membre de l'Académie polonaise des sciences. Critique de haute autorité, il est également l'auteur du roman épistolaire Amerykanka w Polsce (1837).

## Principales publications
- Amerykanka w Polsce, Saint-Pétersbourg 1837.
- Rys historyczny oświecenia Słowian, Varsovie, 1841.
- Morena, czyli powieści blade, Varsovie, 1842.
- Rozbiory i krytyki, Saint-Pétersbourg, 1854.
- Pierwsze zasady krytyki powszechnej, Varsovie, 1870.
- Wizerunki polskie, Varsovie, 1875.